# Jean Marais

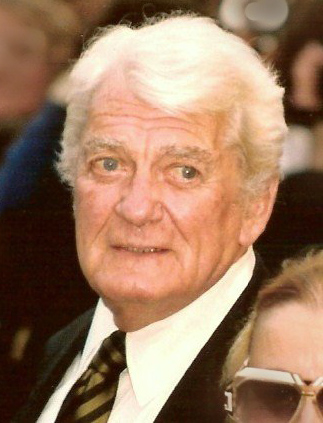
Jean Marais
(1913-1998)

Jean Marais (născut Jean-Alfred Villain-Marais n. 11 decembrie 1913, Cherbourg⁠(d), Basse-Normandie, Franța – d. 8 noiembrie 1998, Cannes, Provence-Alpes-Côte d'Azur, Franța) a fost un actor, ceramist, pictor și sculptor francez.

## Biografie
În afara prezenței sale filmice de calitate, Jean Marais a fost de asemenea un remarcabil actor de scenă cunoscut datorită prezenței sale pe scenele cunoscutelor Théâtre de Paris, Théâtre de l'Atelie și Comédie Francaise, printre altele. Marais a primit numeroase premii internaționale și recunoașteri pentru contribuția sa la arta filmului, incluzând Legiunea de onoare decernată în 1996.
Marais și-a petrecut ultimii ani ai vieții sale în casa sa din Vallaruis, din sudul Franței, unde a practicat pictura, ceramica și sculptura, fiind vizitat, printre alții, și de Pablo Picasso. Jean Marais a decedat la 8 noiembrie 1998, în Cannes, și a fost înmormântat în micul cimitir Cemetiere de Vallauris.

## Filmografie selectivă
- 1933 Dans les rues, regia Victor Trivas
- 1933 Măsluitorul (L'épervier), regia Marcel L'Herbier - figurant
- 1933 Étienne
- 1934 Le Scandale, regia Marcel L'Herbier
- 1934 L'Aventurier
- 1934 Le Bonheur
- 1936 Les Hommes nouveaux
- 1936 Nuits de feu
- 1937 Abus de confiance
- 1937 Bizarre, Bizarre

- 1941 Galeria nr. 13 (Le Pavillon brûle), regia Jacques de Baroncelli
- 1942 Le Lit à colonnes, de Roland Tual
- 1942 Carmen, regia Christian-Jaque (premiera în 1945)
- 1943 Legenda îndrăgostiților (L'Éternel retour), regia Jean Delnnoy
- 1943 Voyage sans espoir
- 1946 Frumoasa și bestia (La Belle et la Bête) de Jean Cocteau
- 1947 Les Chouans, regia Henri Calef
- 1947 L'Aigle à deux têtes, de Jean Cocteau
- 1948 Ruy Blas, regia Pierre Billon
- 1948 Aux yeux du souvenir, de Jean Delannoy
- 1948 Le Secret de Mayerling, de Jean Delannoy
- 1948 Părinții teribili (Les Parents terribles), regia Jean Cocteau
- 1949 Orfeu (Orphée), regia Jean Cocteau

- 1950 Le Château de verre
- 1950 Les Miracles n'ont lieu qu'une fois
- 1951 Nez de cuir
- 1952 L'Amour, Madame (cameo)
- 1952 La Maison du silence
- 1953 Chemarea destinului (L'Appel du destin), regia Georges Lacombe
- 1953 Vraciul (Le Guérisseur), regia Yves Ciampi
- 1953 Les Amants de minuit, regia Roger Richebé
- 1953 Dortoir des grandes, regia Henri Decoin
- 1953 Ștrengărița (Julietta), regia Marc Allégret
- 1954 Contele de Monte Cristo (Le Comte de Monte-Cristo), regia Robert Vernay
- 1954 Si Versailles m'était conté... de Sacha Guitry
- 1955 Futures vedettes de Marc Allégret
- 1955 Napoléon de Sacha Guitry
- 1956 Goubbiah, mon amour de Robert Darène
- 1956 Toute la ville accuse, de Claude Boissol
- 1956 Elena și bărbații (Elena et les hommes), de Jean Renoir
- 1956 Si Paris nous était conté, de Sacha Guitry
- 1957 Taifun la Nagasaki (Typhon sur Nagasaki), regia Yves Ciampi
- 1957 S.O.S. Noronha de Georges Rouquier
- 1957 Amour de poche de Pierre Kast
- 1957 La Vie à deux de Clément Duhour
- 1957 Nopți albe (Le notti bianche) de Luchino Visconti
- 1957 La Tour, prends garde ! de Georges Lampin
- 1958 Chaque jour a son secret de Claude Boissol
- 1959 Cocoșatul (Le Bossu), regia André Hunebelle
- 1959 Testamentul lui Orfeu (Le Testament d'Orphée), de Jean Cocteau

- 1960 Austerlitz regia Abel Gance
- 1960 Căpitanul (Le Capitan), regia André Hunebelle
- 1961 La Princesse de Clèves de Jean Delannoy
- 1961 Căpitanul Fracasse (Captain Fracasse), regia Pierre Gaspard-Huit
- 1961 Miracolul lupilor (Le Miracle des loups), regia André Hunebelle
- 1961 Napoléon II l'Aiglon de Claude Boissol
- 1961 Răpirea Sabinelor (L'Enlèvement des Sabines'), regia Richard Pottier
- 1962 Ponce Pilate de Gian Paolo Callegari și Irving Rapper
- 1962 Masca de fier (Le Masque de fer), regia Henri Decoin
- 1962 Misterele Parisului (Les Mystères de Paris), regia André Hunebelle
- 1963 Onorabilul Stanislas, agent secret (L'honorable Stanislas, agent secret), regia Jean-Charles Dudrumet
- 1964 Patate de Robert Thomas
- 1964 Fantômas (Fantômas), de André Hunebelle
- 1964 Thomas l'imposteur de Georges Franju
- 1965 Gentlemanul din Cocody (Le gentleman de Cocody), regia Christian-Jaque
- 1965 Trageți în Stanislas (Pleins feux sur Stanislas) de Jean-Charles Dudrumet
- 1965 Train d'enfer de Gilles Grangier
- 1965 Fantômas în acțiune (Fantômas se déchaîne), r. André Hunebelle
- 1966 Sfântul la pândă (Le Saint prend l'affût), regia Christian-Jaque
- 1967 Șapte băieți și o ștrengăriță (Sept hommes et une garce), regia Bernard Borderie
- 1967 Fantômas contra Scotland Yard (Fantômas contre Scotland Yard), regia André Hunebelle
- 1969 Paria (Le Paria) de Claude Carliez

- 1970 La Provocation de André Charpak
- 1970 Le Jouet criminel de Adolfo Arrieta
- 1970 Piele de măgar (Peau d'âne) regia Jacques Demy
- 1973 Joseph Balsamo (fr) (serial TV) - Alessandro Cagliostro
- 1976 Vaincre à Olympie (TV) - Menesthée
- 1976 Chantons sous l'Occupation - el însuși

- 1980 Les Parents terribles - Georges
- 1982 Cher menteur (TV) - George Bernard Shaw
- 1985 Parking - Hades
- 1986 Lien de parenté - Victor Blaise
- 1992 Les Enfants du naufrageur - Marc-Antoine
- 1995 Les Misérables - Monseigneur Myriel
- 1996 Stealing Beauty - Domnul Guillaume
- 1997 Milice, film noir - el însuși
- 1999 Luchino Visconti - el însuși